# Marmon-Herrington CTLS

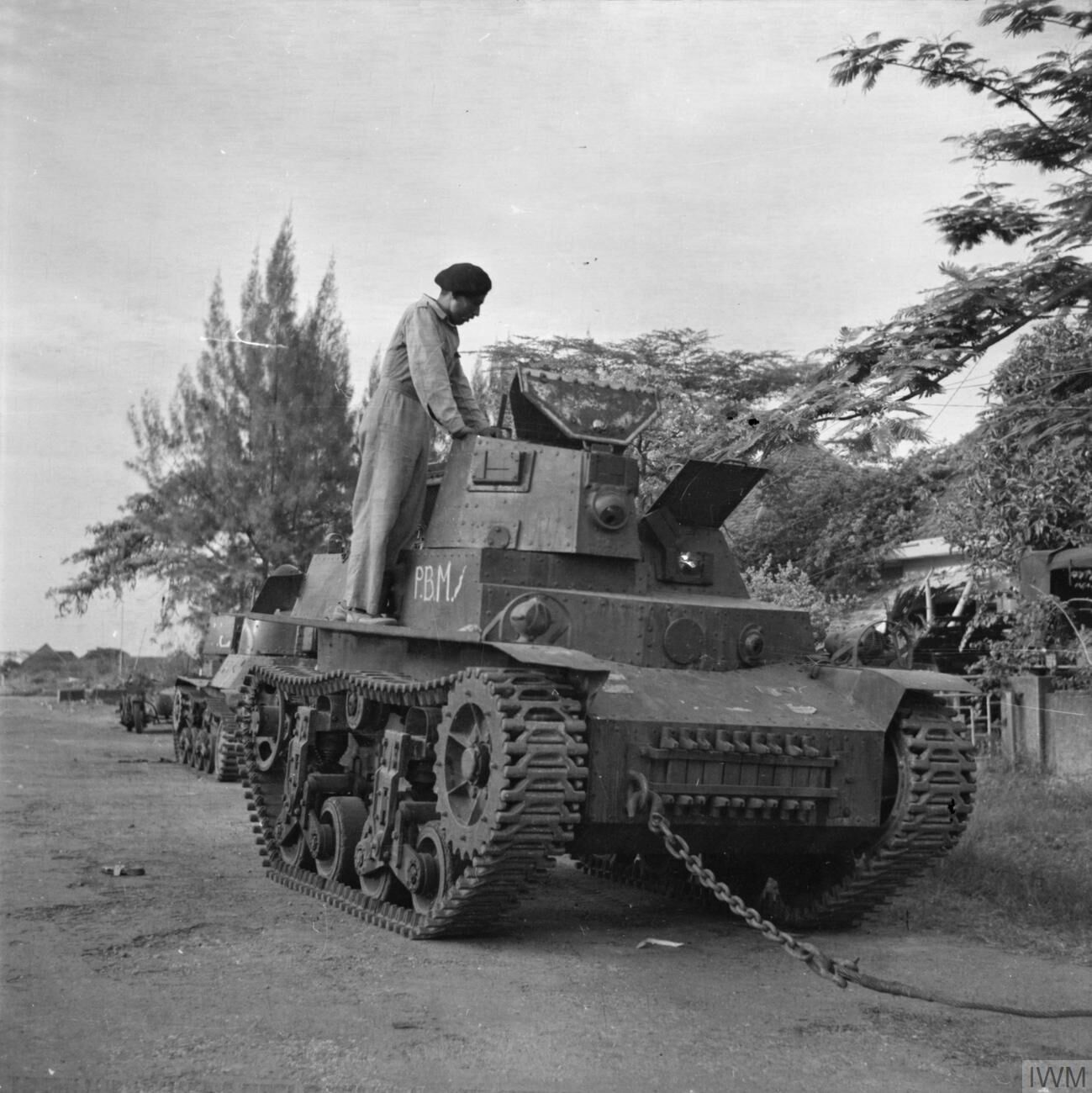
Indyjski czołgista ogląda zniszczony japoński lekki czołg Marmon-Herrington CTLS, użyty przez indonezyjskich nacjonalistów i zdobyty przez wojska brytyjskie podczas walk w Surabai w listopadzie 1945 roku

Marmon-Herrington CTLS – amerykański czołg lekki produkowany na eksport w początkowym okresie II wojny światowej. Uzbrojony był w trzy karabiny maszynowe, jeden w wieży i dwa nieruchome zamontowane z przodu kadłuba i obsługiwane przez kierowcę. Kilka pojazdów tego typu zostało użytych bojowo przez wojska holenderskie przeciwko Japończykom w czasie walk w Holenderskich Indiach Wschodnich w 1942 roku. W tym samym roku jedna z serii produkcyjnych oryginalnie przeznaczona dla Holendrów została przekazana Australii, gdzie służyła do celów szkoleniowych.
Po przystąpieniu Stanów Zjednoczonych do wojny niektóre z wyprodukowanych już czołgów zostały przekazane Korpusowi Piechoty Morskiej, gdzie weszły na wyposażenie wojsk stacjonujących w północnej Alasce; znane były jako T14 i T15.
Po wojnie używany przez chińskie wojska Kuomintangu oraz armię Indonezji.

## Warianty
- CTL-1
- CTL-2
- CTL-3
- CTL-4
- CTVL
- CTLS-4TAC
- CTMS-ITBI
- MTLS-IGI4